# Kraupa
Kraupa è una frazione (Ortsteil) della città tedesca di Elsterwerda, nel Land del Brandeburgo.

## Storia
Nel 1993 il comune di Kraupa venne soppresso e aggregato alla città di Elsterwerda.